# Stan Respen
Stan Respen (Geldrop, 11 april 1995) is een Nederlandse voetballer die inzetbaar is als verdediger. 

## VVV-Venlo
Respen stapte in 2006 over van RKMSV naar de jeugdopleiding van VVV. Met ingang van het seizoen 2013/14 werd hij als amateur overgeheveld naar het eerste elftal. Daar maakte hij op 18-jarige leeftijd zijn competitiedebuut op 9 maart 2014 in een uitwedstrijd bij Achilles '29 (0-3), als invaller voor Jeffrey Altheer.

## Verdere spelersloopbaan
Respen slaagde er niet in om een profcontract af te dwingen. In 2014 vertrok hij naar zondaghoofdklasser SV Deurne. Na vier seizoenen keerde hij in 2018 terug op het oude nest bij RKMSV. 

### Statistieken
| Seizoen         | Club            | Competitie      | Competitie | Competitie | Beker | Beker | Overig | Overig | Totaal | Totaal |
| Seizoen         | Club            | Competitie      | Wed.       | Dlp.       | Wed.  | Dlp.  | Wed.   | Dlp.   | Wed.   | Dlp.   |
| --------------- | --------------- | --------------- | ---------- | ---------- | ----- | ----- | ------ | ------ | ------ | ------ |
| 2013/14         | VVV-Venlo       | Eerste divisie  | 1          | 0          | 0     | 0     | 0      | 0      | 1      | 0      |
| Carrière totaal | Carrière totaal | Carrière totaal | 1          | 0          | 0     | 0     | 0      | 0      | 0      | 0      |

## Trivia
Hij is de oudere broer van Juul Respen die later eveneens uitmaakte van de selectie van VVV-Venlo.